# Геленджик
Геленджи́к (на руски: Геленджик) е черноморски курортен град в Краснодарски край, Русия. Населението му през 2018 година е 76 830 души.

## География
Разположен е край Геленджишкия залив на Черно море, на 93 км северозападно от Туапсе и 31 км югоизточно от Новоросийск.
Едноименната община се простира на 102 км по бреговата линия и покрива площ от 122 754 ха (от които само 1926 ха попадат в границите на град Геленджик). През 2012 г. по оценка населението на града е 54 260 жители, което е увеличение спрямо 1989 г., когато наброява 37 711 жители.

## История
В Античността Геленджишкият залив е малка гръцка колония, споменавана като Торикос. Неизвестен е за много извори от елинистичния период, появява се в римския под името Пагре (Pagrae) през 64 пр.н.е. Колонията е унищожена от нахлуващите хуни, които скоро след това са победени от Зиги. През Средновековието заливът е с търговско значение за генуезките търговци, които споменават за крайбрежното село Мавролака.
Преди Русия да се настани по онези брегове чрез Одринския мирен договор от 1829 г., там кипи оживена търговия с роби между планинското население и Османската империя. Предмет на обичайна търговия са прочутите с красотата си кавказки жени, търгувани срещу злато и други стоки, преди да бъдат отведени в турските сараи. Това е възможно обяснение за името Геленджик (от турското: „gelin“, булка).
През 1831 г. един от първите фортове на черноморското крайбрежие е издигнат в Геленджик. С избухването на Кримската война фортът е разрушен и изоставен, но отново е заселен от казаци през 1864 г., в края на Руско-кавказката война, а селището става известно като станица Геленджикская. Селището е обявено за град през 1915 г.
През 1922 г. фирмите Сава М. Кинтринопуло и Хиков, Дончев и Симеонов внасят в България строителен цимент Геленджик.

## Курорт
През съветския период Геленджик се развива като балнеологичен курорт. Има пясъчни плажове, 3 водни парка, 2 линии за кабинков лифт и 2 православни църкви – от 1909 и 1913 г.
Климатът на Геленджик е със средиземноморски черти – средната януарска температура е 3,5 градуса, а лятото е много топло със средна юлска температура 24 градуса. Въпреки близостта до Новоросийск, студеният вятър бора тук не е така силен, колкото в Новоросийск и е доста по-поносим.
Околностите на Геленджик са забележителни с множеството водопади, долмените, 2 доста стари борова и хвойнева гори и скалата Парус, намираща се на 17 км от сърцето на града.
Крайбрежното село Архипо-Осиповка, администрирано от Геленджик, има пристанище на газопровода „Син поток“. Годишен хидроавиосалон се провежда в Геленджик от 1996 г.

## Побратимени градове
- Ангулем, Франция;
- Блит, Англия;
- Хилдесхайм, Германия.

## Галерия
- Долмен в гората в района на Геленджик
- Севморнефтегеофизика-Юг. Изглед към сградата преди буря
- Герб 1972
- Герб 1998
- Настоящ герб